# Aplidiopsis indicus
Aplidiopsis indicus är en sjöpungsart som beskrevs av Monniot, F. och Monniot, C. 2006. Aplidiopsis indicus ingår i släktet Aplidiopsis och familjen klumpsjöpungar. Inga underarter finns listade i Catalogue of Life.